# Xã Dent, Quận Lawrence, Arkansas
Xã Dent (tiếng Anh: Dent Township) là một xã thuộc quận Lawrence, tiểu bang Arkansas, Hoa Kỳ. Năm 2010, dân số của xã này là 1.009 người.